# Grand Prix automobile d'Australie 1996
GP précédent GP suivant
Le Grand Prix automobile d’Australie 1996 (Transurban Australian Grand Prix), disputé le 10 mars 1996 sur le nouveau Circuit de l'Albert Park à Melbourne, est la 582e épreuve du championnat du monde de Formule 1 courue depuis 1950 et la manche d'ouverture du championnat 1996.
Nouveau venu du championnat américain de CART qu'il vient de remporter, Jacques Villeneuve réalise une performance retentissante puisqu'il réalise la pole position dès sa première séance de qualification sur le nouveau tracé de l'Albert Park devançant son coéquipier, Damon Hill de 138 millièmes. Seuls cinq autres pilotes dans l'histoire de la Formule 1 avaient réalisé une pole dès leur début. La deuxième ligne de la grille de départ réserve aussi une surprise car elle constitué des Ferrari mais Eddie Irvine devance son nouveau coéquipier et double champion du monde en titre Michael Schumacher. Mika Häkkinen, qui fait son retour après son grave accident à Adélaide en fin de saison dernière prend le cinquième temps devant Jean Alesi.
Dominateur durant la majeure partie de la course, Jacques Villeneuve se dirige vers un exploit en remportant son premier Grand Prix dès ses débuts. Mais sa Williams FW18 est victime d'un problème moteur qui l'oblige à ralentir et à céder la victoire à Damon Hill a cinq tours de la fin, le Britannique gagne sa quatorzième victoire de sa carrière tandis que le Canadien assure le doublé pour Williams. Incapable de tenir le rythme imposé par les Williams, Eddie Irvine termine troisième de l'épreuve et monte sur son premier podium avec la Scuderia Ferrari.

## Désignation du circuit
L'Australie est présente au calendrier de la Formule 1 depuis 1985. Jusqu'en 1995, l'épreuve est organisée sur le circuit urbain d'Adélaïde, étant même à plusieurs reprises la dernière manche de la saison. Mais à partir de 1996, le Grand Prix déménage à Melbourne, sur le circuit de l'Albert Park, et devient la manche d'ouverture du championnat.
Ce déménagement est lié au projet de deux hommes : Jeff Kennett, premier ministre de l'État de Victoria de 1992 à 1999, et Ron Walker, un homme d'affaires impliqué dans la vie politique : il est maire de Melbourne de 1974 à 1976 puis trésorier du Parti libéral d'Australie. Ils obtiennent l'organisation du Grand Prix d'Australie contre un chèque de 60 millions de dollars australiens (environ 240 millions de francs) pour une durée de cinq ans, jusqu'à l'an 2000, année des jeux olympiques de Sydney.
Ce transfert d'Adélaïde à Melbourne est également facilité par une législation anti-tabac plus avantageuse dans l'État de Victoria que dans celui de l'Australie-Méridionale, pour le plus grand bonheur des écuries, dont la plupart sont sponsorisées par des marques de cigarettes.
Kennett et Walker établissent le circuit à Albert Park, coupant un millier d'arbres, dont certains très rares, suscitant une forte opposition des écologistes. Ils promettent alors de replanter 5 000 arbres ailleurs. Avant le début des travaux d'aménagement du circuit, les militants du « Save Albert Park » s'enchaînent aux troncs à déraciner, se couchent devant les bulldozers et grimpent dans les arbres menacés, compliquant les opérations de défrichage. La police procède à plus de six cents arrestations. Cent huit personnes sont inculpées, mais aucune condamnation n'est prononcée.
Les opposants à la course sont à nouveau présents dès les premiers essais libres : quatre écologistes manifestent leur mécontentement depuis les tribunes en déployant une banderole sur laquelle est écrit « Sauvez notre parc ». Ils sont ensuite expulsés de l'enceinte du circuit par le service de sécurité.
La création du circuit s'élève à un montant de 45 millions de dollars australiens.

## Séances d'essais privés du jeudi
Le circuit de l'Albert Park n'ayant jamais été arpenté par les Formule 1, une séance de découverte de la piste est organisée le jeudi 7 mars (Thursday familiarisation session), avant le début officiel du Grand Prix, le vendredi matin, avec les essais libres 1.
Pour ses premiers pas en Formule 1, Jacques Villeneuve, le plus rapide, se montre très satisfait : « Les séances d'essais d'aujourd'hui ont simplement démontré que notre voiture est compétitive mais les choses vont énormément évoluer pour tout le monde d'ici dimanche. Sur un plan personnel, c'est une belle motivation de décrocher le meilleur temps pour mon premier jour de F1,. »

## Essais libres

### Première séance, le vendredi
| Pos. | Pilote             | Voiture          | Chrono         | Écart     |
| ---- | ------------------ | ---------------- | -------------- | --------- |
| 1    | Damon Hill         | Williams-Renault | 1 min 32 s 159 |           |
| 2    | Jacques Villeneuve | Williams-Renault | 1 min 32 s 396 | + 0 s 237 |
| 3    | Jean Alesi         | Benetton-Renault | 1 min 32 s 475 | + 0 s 316 |
| 4    | Michael Schumacher | Ferrari          | 1 min 33 s 007 | + 0 s 848 |
| 5    | Rubens Barrichello | Jordan-Peugeot   | 1 min 33 s 480 | + 1 s 321 |
| 6    | Gerhard Berger     | Benetton-Renault | 1 min 33 s 528 | + 1 s 369 |

### Deuxième séance, le samedi
| Pos. | Pilote             | Voiture          | Chrono         | Écart     |
| ---- | ------------------ | ---------------- | -------------- | --------- |
| 1    | Jacques Villeneuve | Williams-Renault | 1 min 31 s 206 |           |
| 2    | Damon Hill         | Williams-Renault | 1 min 31 s 319 | + 0 s 113 |
| 3    | Rubens Barrichello | Jordan-Peugeot   | 1 min 32 s 459 | + 1 s 253 |
| 4    | Michael Schumacher | Ferrari          | 1 min 32 s 506 | + 1 s 300 |
| 5    | Eddie Irvine       | Ferrari          | 1 min 32 s 981 | + 1 s 775 |
| 6    | Gerhard Berger     | Benetton-Renault | 1 min 33 s 037 | + 1 s 831 |

## Résultats des qualifications
| Pos.                                                                                      | No | Pilote                | Écurie             | Temps          | Écart     |
| ----------------------------------------------------------------------------------------- | -- | --------------------- | ------------------ | -------------- | --------- |
| 1                                                                                         | 6  | Jacques Villeneuve    | Williams-Renault   | 1 min 32 s 371 |           |
| 2                                                                                         | 5  | Damon Hill            | Williams-Renault   | 1 min 32 s 509 | + 0 s 138 |
| 3                                                                                         | 2  | Eddie Irvine          | Ferrari            | 1 min 32 s 889 | + 0 s 518 |
| 4                                                                                         | 1  | Michael Schumacher    | Ferrari            | 1 min 33 s 125 | + 0 s 754 |
| 4                                                                                         | 7  | Mika Häkkinen         | McLaren-Mercedes   | 1 min 34 s 054 | + 1 s 683 |
| 6                                                                                         | 3  | Jean Alesi            | Benetton-Renault   | 1 min 34 s 257 | + 1 s 886 |
| 7                                                                                         | 4  | Gerhard Berger        | Benetton-Renault   | 1 min 34 s 344 | + 1 s 973 |
| 8                                                                                         | 11 | Rubens Barrichello    | Jordan-Peugeot     | 1 min 34 s 474 | + 2 s 103 |
| 9                                                                                         | 15 | Heinz-Harald Frentzen | Sauber-Ford        | 1 min 34 s 494 | + 2 s 123 |
| 10                                                                                        | 19 | Mika Salo             | Tyrrell-Yamaha     | 1 min 34 s 832 | + 2 s 461 |
| 11                                                                                        | 9  | Olivier Panis         | Ligier-Mugen-Honda | 1 min 35 s 330 | + 2 s 959 |
| 12                                                                                        | 17 | Jos Verstappen        | Footwork-Hart      | 1 min 35 s 338 | + 2 s 967 |
| 13                                                                                        | 8  | David Coulthard       | McLaren-Mercedes   | 1 min 35 s 351 | + 2 s 980 |
| 14                                                                                        | 14 | Johnny Herbert        | Sauber-Ford        | 1 min 35 s 453 | + 3 s 082 |
| 15                                                                                        | 18 | Ukyo Katayama         | Tyrrell-Yamaha     | 1 min 35 s 715 | + 3 s 344 |
| 16                                                                                        | 21 | Giancarlo Fisichella  | Minardi-Ford       | 1 min 35 s 898 | + 3 s 527 |
| 17                                                                                        | 20 | Pedro Lamy            | Minardi-Ford       | 1 min 36 s 109 | + 3 s 738 |
| 18                                                                                        | 16 | Ricardo Rosset        | Footwork-Hart      | 1 min 36 s 198 | + 3 s 827 |
| 19                                                                                        | 12 | Martin Brundle        | Jordan-Peugeot     | 1 min 36 s 286 | + 3 s 915 |
| 20                                                                                        | 10 | Pedro Diniz           | Ligier-Mugen-Honda | 1 min 36 s 298 | + 3 s 927 |
| Temps minimal à réaliser pour la qualification : 1 min 38 s 837 (107 % de 1 min 32 s 371) |    |                       |                    |                |           |
| Nq.                                                                                       | 22 | Luca Badoer           | Forti-Ford         | 1 min 39 s 202 | + 6 s 831 |
| Nq.                                                                                       | 23 | Andrea Montermini     | Forti-Ford         | 1 min 42 s 087 | + 9 s 716 |

- Luca Badoer et Andrea Montermini ne sont pas autorisés à prendre le départ de la course, les deux pilotes Forti Corse ayant terminé les qualifications au-delà des 107 % du meilleur temps de Jacques Villeneuve. Ils ne sont pas repêchés par les commissaires de course car ils ne sont jamais allé en deçà des 107 % durant les deux séances d'essais libres.

## Warm up, le dimanche matin
| Pos. | Pilote                | Voiture          | Chrono         | Écart     |
| ---- | --------------------- | ---------------- | -------------- | --------- |
| 1    | Damon Hill            | Williams-Renault | 1 min 33 s 363 |           |
| 2    | Jean Alesi            | Benetton-Renault | 1 min 33 s 410 | + 0 s 047 |
| 3    | Gerhard Berger        | Benetton-Renault | 1 min 34 s 167 | + 0 s 804 |
| 4    | Michael Schumacher    | Ferrari          | 1 min 34 s 176 | + 0 s 813 |
| 5    | Heinz-Harald Frentzen | Sauber-Ford      | 1 min 34 s 177 | + 0 s 814 |
| 6    | Eddie Irvine          | Ferrari          | 1 min 34 s 251 | + 0 s 888 |

## Course

### Déroulement de la course

#### Premier départ et interruption de la course
Avant même le départ, Heinz-Harald Frentzen abandonne lors du tour de chauffe. Quant à Pedro Lamy, il s'élance depuis les stands. A l'extinction des feux, Villeneuve, dont c'est le premier départ arrêté depuis deux ans,, prend le meilleur envol tandis que Damon Hill se fait dépasser par les deux Ferrari. Au troisième virage du premier tour, à l'arrière du peloton, Martin Brundle ne peut éviter la McLaren de David Coulthard, en perdition devant lui, et la Sauber de Johnny Herbert. À 290 km/h, la Jordan de Brundle percute l'arrière des deux monoplaces, décolle, effectue plusieurs tonneaux et s'immobilise à l'envers, le bloc moteur d'un côté et la coque de survie de l'autre.
La course est immédiatement neutralisée par un drapeau rouge. Brundle est indemne et le médecin délégué de la Fédération internationale de l'automobile, Sid Watkins, l'autorise à participer au deuxième départ. Sous les vivats de la foule, Brundle sprinte vers son stand pour prendre le mulet et participer à la course. En revanche, Herbert ne prend pas part au deuxième départ, le mulet de l'écurie Sauber ayant été pris par Frentzen, après son abandon lors du tour de chauffe.

#### Deuxième départ
Le premier tour n'ayant pas été bouclé, on conserve la grille de départ issue des qualifications. Deux pilotes s'élancent depuis la voie des stands : Martin Brundle devant David Coulthard. Avec le forfait de Herbert, il y a trois emplacements vides sur la grille.
Une nouvelle fois, Jacques Villeneuve prend le meilleur envol. Mais cette fois-ci, Hill ne se fait pas surprendre par les deux Ferrari et conserve sa deuxième place à l'issue du premier virage.
Au deuxième tour, Martin Brundle, décidément malchanceux, percute l'arrière de la monoplace de Diniz au virage numéro 3 (le même que lors de son accident au premier départ), part en tête-à-queue et abandonne.
Au neuvième tour, au virage n°3, Alesi (cinquième) tente de doubler la Ferrari d'Irvine mais les deux monoplaces se touchent. La Benetton-Renault d'Alesi est trop endommagée (flanc gauche et boîtier électronique touchés) : le Français rentre aux stands puis abandonne.
Au trente-deuxième tour, peu après la mi-course, Schumacher abandonne et laisse le champ libre aux deux Williams.
Jacques Villeneuve est le premier à ravitailler et laisse la place de leader à Damon Hill. Le Britannique s'arrête ensuite à son tour, mais son ravitaillement se passe mal et il perd de nombreuses secondes. Hill ressort de justesse devant son coéquipier mais le Canadien, grâce à une habile manœuvre, le dépasse.
A cinq tours de l'arrivée, les mécaniciens de Jacques Villeneuve lui adressent un panneau « SLOW » lui intimant l'ordre de ralentir. Son moteur Renault perd une partie de son huile et est sur le point de casser. Trois virages après son passage devant les stands, Villeneuve laisse passer Damon Hill et son écurie lui demande rouler vingt secondes au tour moins vite. Ayant suffisamment d'avance sur Irvine, troisième, il termine la course en deuxième position derrière Damon Hill.
Après la course, Damon Hill félicite Jacques Villeneuve : « Jacques vient de démontrer qu'il est un battant et le public appréciera sans doute. Nous ne nous ferons aucun cadeau cette saison. »
Quant à Jacques Villeneuve, il se montre fataliste : « Je n'ai pas été volé de ma victoire. Ce sont des choses qui arrivent. Un autre jour, ce sera Damon. »

### Classement de la course
| Pos. | No | Pilote                | Écurie             | Tours | Temps/Abandon                      | Grille  | Points |
| ---- | -- | --------------------- | ------------------ | ----- | ---------------------------------- | ------- | ------ |
| 1    | 5  | Damon Hill            | Williams-Renault   | 58    | 1 h 32 min 50 s 491 (198,736 km/h) | 2       | 10     |
| 2    | 6  | Jacques Villeneuve    | Williams-Renault   | 58    | + 38 s 020                         | 1       | 6      |
| 3    | 2  | Eddie Irvine          | Ferrari            | 58    | + 1 min 02 s 571                   | 3       | 4      |
| 4    | 4  | Gerhard Berger        | Benetton-Renault   | 58    | + 1 min 17 s 037                   | 7       | 3      |
| 5    | 7  | Mika Häkkinen         | McLaren-Mercedes   | 58    | + 1 min 35 s 071                   | 5       | 2      |
| 6    | 19 | Mika Salo             | Tyrrell-Yamaha     | 57    | + 1 tour                           | 10      | 1      |
| 7    | 9  | Olivier Panis         | Ligier-Mugen-Honda | 57    | + 1 tour                           | 11      |        |
| 8    | 15 | Heinz-Harald Frentzen | Sauber-Ford        | 57    | + 1 tour                           | 9       |        |
| 9    | 16 | Ricardo Rosset        | Footwork-Hart      | 56    | + 2 tours                          | 18      |        |
| 10   | 10 | Pedro Diniz           | Ligier-Mugen-Honda | 56    | + 2 tours                          | 20      |        |
| 11   | 18 | Ukyo Katayama         | Tyrrell-Yamaha     | 55    | + 3 tours                          | 15      |        |
| Abd. | 20 | Pedro Lamy            | Minardi-Ford       | 42    | Accident                           | 17      |        |
| Abd. | 1  | Michael Schumacher    | Ferrari            | 32    | Freins                             | 4       |        |
| Abd. | 21 | Giancarlo Fisichella  | Minardi-Ford       | 32    | Embrayage                          | 16      |        |
| Abd. | 11 | Rubens Barrichello    | Jordan-Peugeot     | 29    | Moteur                             | 8       |        |
| Abd. | 8  | David Coulthard       | McLaren-Mercedes   | 24    | Accélérateur                       | Pitlane |        |
| Abd. | 17 | Jos Verstappen        | Footwork-Hart      | 15    | Moteur                             | 12      |        |
| Abd. | 3  | Jean Alesi            | Benetton-Renault   | 9     | Collision avec Irvine              | 6       |        |
| Abd. | 12 | Martin Brundle        | Jordan-Peugeot     | 1     | Sortie de piste                    | Pitlane |        |
| Np.  | 14 | Johnny Herbert        | Sauber-Ford        | 0     | Collision                          | 14      |        |

### Pole position et record du tour
Jacques Villeneuve réalise la pole position et le meilleur tour pour son premier départ en Formule 1,.
- Pole position :  Jacques Villeneuve (Williams-Renault) en 1 min 32 s 371 (vitesse moyenne : 206,636 km/h)[9].
- Meilleur tour en course :  Jacques Villeneuve (Williams-Renault) en 1 min 33 s 241 au 27e tour (vitesse moyenne : 204,314 km/h)[18].

### Tours en tête
- Jacques Villeneuve : 50 tours (1-29 /33-53)[19].
- Damon Hill : 8 tours (30-32 / 54-58)

## Classements généraux à l'issue de la course
| Pos. | Pilote             | Écurie           | Points |
| ---- | ------------------ | ---------------- | ------ |
| 1    | Damon Hill         | Williams-Renault | 10     |
| 2    | Jacques Villeneuve | Williams-Renault | 6      |
| 3    | Eddie Irvine       | Ferrari          | 4      |
| 4    | Gerhard Berger     | Benetton-Renault | 3      |
| 5    | Mika Häkkinen      | McLaren-Mercedes | 2      |
| 6    | Mika Salo          | Tyrrell-Yamaha   | 1      |

| Pos. | Écurie           | Points |
| ---- | ---------------- | ------ |
| 1    | Williams-Renault | 16     |
| 2    | Ferrari          | 4      |
| 3    | Benetton-Renault | 3      |
| 4    | McLaren-Mercedes | 2      |
| 5    | Tyrrell-Yamaha   | 1      |

## Statistiques
Le Grand Prix d'Australie 1996 représente :
- la 1re pole position de sa carrière pour Jacques Villeneuve pour son 1er départ en Grand Prix, il est le sixième pilote à réaliser cette performance[16],[21].
- la 14e victoire de sa carrière pour Damon Hill qui égale son père Graham[22] ;
- la 84e victoire pour Williams en tant que constructeur[23] ;
- la 75e victoire pour Renault en tant que motoriste[24] ;
- le 25e doublé pour Williams en tant que constructeur[25].
- le 1er podium de sa carrière pour Jacques Villeneuve[26] ;
- le 1er meilleur tour en course de sa carrière pour Jacques Villeneuve[17] ;
- le 1er départ en Grand Prix pour Giancarlo Fisichella, Ricardo Rosset et Jacques Villeneuve.

Au cours de ce Grand Prix :
- Un second départ a été donné après un accident dans le premier tour. Coulthard et Brundle sont repartis de la ligne des stands tandis que Herbert ne s'est pas élancé à nouveau ;
- Jacques Villeneuve mène un Grand Prix pour la première fois de sa carrière, durant 50 tours[27] ;
- Jacques Villeneuve inscrit ses premiers points pour son 1er départ en Grand Prix[28].